# The Tagger (Brooklyn Nine-Nine)
"The Tagger" es el segundo episodio de la primera temporada de la serie de televisión de comedia policiaca estadounidense Brooklyn Nine-Nine. Es el segundo episodio general de la serie y está escrito por Norm Hiscock y dirigido por Craig Zisk. Se emitió por Fox en los Estados Unidos el 24 de septiembre de 2013.
El programa gira en torno al precinto 99 del Departamento de Policía de Nueva York en Brooklyn. En el episodio, el Capitán Holt (Andre Braugher) asigna a Jake (Andy Samberg) un caso de un grafitero después de que llega tarde al trabajo, lo que considera que está por debajo de su nivel. Sin embargo, el caso es más difícil de lo esperado dada la relación del perpetrador. Mientras tanto, Charles Boyle (Joe Lo Truglio) es objeto de burlas de un psíquico (Artemis Pebdani), quien afirma que su amor por Rosa Díaz (Stephanie Beatriz) no será correspondido.
El episodio fue visto por aproximadamente 4.03 millones de espectadores domésticos y obtuvo una participación de 1.8 / 5 en las calificaciones entre adultos de 18 a 49 años, según Nielsen Media Research. Recibió críticas positivas, y los críticos elogiaron las actuaciones de Andy Samberg y Joe Lo Truglio en el episodio.

## Argumento
Jake Peralta (Andy Samberg) llega tarde al trabajo y es confrontado por Raymond Holt (Andre Braugher) por su reciente mala conducta y regañado por su falta de un trabajo adecuado. Como castigo, Peralta es asignado a un caso de graffiti en el que una persona dibuja penes en los coches patrulla de la policía, con Holt actuando como su "niñera". Gina Linetti (Chelsea Peretti) presenta a su amiga, Carlene (Artemis Pebdani), al precinto, que dice ser psíquica. Carlene le dice a Charles Boyle (Joe Lo Truglio) que Rosa Díaz (Stephanie Beatriz) nunca lo amará.
Peralta y Holt establecieron una vigilancia y persiguen al grafitero, logrando atraparlo. Sin embargo, mientras prepara el informe, Peralta descubre que el grafitero es Trevor Podolski (Michael Grant), el hijo del comisionado adjunto, y teme represalias por parte del comisionado adjunto si Trevor es arrestado. Mientras tanto, Boyle, Amy Santiago (Melissa Fumero) y Díaz allanan un apartamento como parte de una redada de drogas. Boyle se vuelve paranoico cuando descubre que la psíquica logró predecir muchos elementos en el apartamento y se pregunta si Rosa realmente no lo ama. Más tarde, la psíquicaa le dice a Boyle que si se levanta de una silla, recibirá una lesión grave. Rosa luego golpea a Boyle mientras aún está sentado, lo que le demuestra que la psíquico estaba equivocada.
Podolski (James Michael Connor) llega al recinto y exige la liberación de Trevor. Se niega a leer el informe de Peralta y sale del recinto con Trevor. Peralta recibe asesoramiento sobre el caso de Holt, quien comenta que Trevor puede salirse con la suya gracias a la posición de su padre. Después de obtener suficiente evidencia sobre los crímenes pasados de Trevor, Peralta y Holt llegan a la casa de Podolski y arrestan a Trevor. Otro día, Holt realiza una reunión informativa y pasa lista cuando encuentra a Peralta viviendo en una tienda de campaña en el recinto para llegar al trabajo a tiempo.

## Artistas invitados
- Dirk Blocker como Michael Hitchcock
- Joel McKinnon Miller como Norm Scully
- James Michael Connor como Comisionado Podolski
- Michael Grant como Trevor Podolski
- Mike Hagerty como Capitán McGintley
- Artemis Pebdani como Carlene

## Recepción

### Espectadores
En su transmisión estadounidense original, "The Tagger" fue visto por aproximadamente 4.03 millones de espectadores domésticos y obtuvo una participación de 1.8 / 5 en calificaciones entre adultos de 18 a 49 años, según Nielsen Media Research. Esta fue una disminución del 35% en la audiencia del episodio anterior, que fue visto por 6,17 millones de espectadores con un 2,6 / 8 en la demografía 18-49. Esto significa que el 1.8 por ciento de todos los hogares con televisores vieron el episodio, mientras que el 5 por ciento de todos los hogares que veían televisión en ese momento lo vieron. Con estos índices de audiencia, Brooklyn Nine-Nine fue el segundo programa más visto en FOX durante la noche, superando a Dads y The Mindy Project pero detrás de New Girl, cuarto en su franja horaria y décimo por la noche en la demografía 18-49, detrás de New Girl.

### Revisiones críticas
"The Tagger" recibió críticas positivas de la crítica. Roth Cornet de IGN le dio al episodio un "bueno" 7.5 de 10 y escribió: "Brooklyn Nine-Nine todavía está encontrando su equilibrio, pero en comparación con el piloto, el episodio de esta semana mostró un número igual de sonrisas con algunas más. se ríe en la mezcla ". 
Molly Eichel de The A.V. Club le dio al episodio una calificación de "B" y escribió: "La importancia de 'The Tagger' es que le da al Nine-Nine su primer villano real en la forma del Comisionado Adjunto Podolski. Promete vigilar a Holt y Peralta. por arrestar a su hijo. Es un primer villano interesante. No son los criminales los que representan la mayor amenaza, sino la burocracia y la autoridad ".
Aaron Channon de Paste le dio al episodio un 7.5 sobre 10 y escribió: "Lo que le faltaba a 'The Tagger' en un humor legítimo para reírse a carcajadas - ciertamente hubo risas, pero no lo suficiente - lo compensó al redondear las caricaturas del piloto en gente genuina y más interesante. La serie no ha alcanzado su ritmo todavía, pero está llegando allí, un pequeño paso a la vez ".